# Statue de la République (Chicago)
Pour les articles homonymes, voir Statue de la République.
La statue de la République (en anglais: Statue of the Republic) est une sculpture en bronze haute de 7,3 mètres située à Chicago, dans l'État de l'Illinois, aux États-Unis. Elle fut érigée à l'angle de Richards Drive et Hayes Drive à Jackson Park, un vaste parc municipal situé à cheval sur les secteurs de Hyde Park et Woodlawn en bordure du lac Michigan.
Elle a été construite en 1918 pour célébrer le 25e anniversaire de l'Exposition universelle de 1893 (World's Columbian Exposition), tenue à Chicago, et le centenaire de l'État de l'Illinois (qui devient le 21e État admis dans l'Union en 1818). La statue a été érigée avec les fonds de Benjamin Ferguson.
La statue est surnommée The Golden Lady, ce qui signifie « la dame en or », par les chicagoans. Le 4 juin 2003, elle a été désignée Chicago Landmark (CL) par les membres de la Commission on Chicago Landmarks de la ville de Chicago et bénéficie à ce titre d'une protection patrimoniale.

## Description
La statue actuelle a été sculptée par Daniel Chester French et constitue une reproduction d'une sculpture originale haute de près de 20 mètres conçue par lui-même. La statue originale se tenait face à l'Administration Building dans la cour d'honneur de l'Exposition universelle de 1893 (World's Columbian Exposition). La statue actuelle se trouve sur le site du célèbre bâtiment de l'Exposition. Henry Bacon, l'architecte du Lincoln Memorial, a conçu le piédestal festonné pour la réplique de la statue.
La statue de la République de Chicago est une allégorie de la République, c'est-à-dire qu'elle constitue une représentation allégorique du régime républicain, la forme d'État la plus répandue dans le monde.
Sa main droite tient un globe terrestre sur lequel est perché un aigle aux ailes déployées tandis que sa main gauche saisit un bâton sur lequel est apposée une plaque portant l'inscription « Liberty » (exprimant ainsi la « notion de Liberté ») partiellement masquée par une couronne triomphale (aussi appelée « couronne de laurier »). L'originale de l'Exposition comprenait un bonnet phrygien au sommet du bâton. L'originale n'était que partiellement dorée (en effet, il n'y avait pas d'or sur le visage, le cou et les bras de la statue) tandis que la nouvelle version est entièrement recouverte de dorure.
La statue originale de l'Exposition, construite en 1893, se trouvait devant la Cour d'honneur, à l'intérieur du Grand Bassin. Cependant, le 27 août 1896, la statue fut détruite par un incendie sur ordre des commissaires du parc. La statue actuelle se trouve au 1881 E. Hayes Dr. à l'intersection de Richards Drive et Hayes Drive, dans la zone où se trouvaient des bâtiments tels que l'Administration Building (bâtiment qui servit de centre administratif lors de l'Exposition ; il fut démoli après l'Exposition). L'une des deux autres répliques de la statue se trouve dans le cimetière de Forest Lawn Memorial Park à Glendale, en Californie.